# داودا بيترز
داودا بيترز (بالفرنسية: Daouda Peeters)‏ هو لاعب كرة قدم غيني في مركز الوسط، ولد في 26 يناير 1999 في كمسار في غينيا. لعب مع يوفنتوس تحت 23 سنة.

## وصلات خارجية
- داودا بيترز على موقع قاعدة بيانات كرة القدم.إي يو (الإنجليزية)
- داودا بيترز على موقع Soccerway.com (الإنجليزية)